# Çınarcık, Kızıltepe
Çınarcık là một xã thuộc huyện Kızıltepe, tỉnh Mardin, Thổ Nhĩ Kỳ. Dân số thời điểm năm 2010 là 572 người.